# Sydney White
Sydney White (còn được biết đến với cái tên Sydney White and the Seven Dorks) là một bộ phim được phát hành vào năm 2007 với các diễn viên chính là Amanda Bynes, Sara Paxton, và Matt Long, được dựa trên câu truyện Nàng Bạch Tuyết và bảy chú lùn.
Sau thành công của bộ phim A Cinderella Story năm 2004 của hãng Warner Bros., Universal Studios đã làm theo dự án này. Bộ phim được quay tại và xung quanh Orlando từ 14 tháng 2 năm 2007 đến 4 tháng 4 năm 2007. Các địa điểm quay phim bao gồm Đại học Central Florida, Trường Cao đẳng Rollins, và Trường Đại học (Orlando).
Amanda Bynes đã rất hứng thú với bộ phim, nói rằng, "Chúng tôi đang có những khoảng thời gian vui vẻ nhất, hy vọng cho những điều tốt đẹp nhất. Tôi nghĩ mọi người sẽ thấy sự kết nối với câu truyện Nàng Bạch Tuyết và bảy chú lùn, hệ thống trường cao đẳng, ả phù thủy, những chàng ngốc, tất cả. Tôi thích ý tưởng rằng nhân vật của tôi bị bắt nạt bởi các cô gái của hội Kappa, thứ mà rất nhiều cô gái phải trải qua. Những ả phù thủy độc ác luôn ghét 'những cô gái đẹp hơn họ'. Vì thế nên [Sydney] kết bạn với những chànng ngốc, [nó] là một bộ phim tốt cho bọn trẻ".

## Cốt truyện
Sydney White (Amanda Bynes) lớn lên trong vòng tay của cha cô - một thợ sửa chữa ống nước và những công nhân(xây dựng, bạn của ông từ khi mẹ cô qua đời (khi cô 9 tuổi). Sau khi tốt nghiệp trung học, Sidney White nhận được một học bổng vào trường cao đẳng mà trước kia mẹ cô từng theo học. Cô hy vọng đi theo con đường của mẹ: trở thành hội viên của hội Kappa, một tổ chức nữ sinh viên có uy tín trong trường. Nhưng mọi thứ không suôn sẻ như vậy với Sidney: Hội trưởng của hội Kappa là Rachel - một tiểu thư nhà giàu kênh kiệu và ích kỷ ác cảm với cô ngay từ lần gặp đầu tiên và cho rằng Sidney đã tán tỉnh Tyler Prince - bạn trai cũ của cô ta. Sau hàng loạt thử thách(điều kiện đủ để các cô gái chính thức trở thành hội viên của Kappa), Rachel đã viện mọi lý do để gạt Sidney khỏi hội Kappa. Và Sidney bị tống ra đường, rơi vào cảnh không có chỗ ở(Cô đã rời Ký túc xá để đến với hội Kappa, các hội này cung cấp chỗ ăn ở cho thành viên). Rời Kappa trong một đêm mưa gió; buồn, tủi thân và thất vọng, cô ngồi khóc trước hiên nhà của "The Vortex"(Hội Lốc Xoáy)- hội của những người không có khả năng thích nghi với tập thể, The Vortex đã cưu mang cô. Vậy là Sidney White ở chung nhà với 7 chàng ngốc. Cô nhận ra họ là những chàng trai nhút nhát, ngờ nghệch nhưng chân thành và tốt bụng. Sydney tìm mọi cách giúp 7 chầng ngốc hòa nhập với cộng đồng. Cô khởi xướng, vận động để giúp một trong số họ, Terrance - chàng sinh viên cao kều, đãng trí nhưng rất đam mê khoa học, tranh cử chức Chủ tịch Hội Sinh viên để giành lại quyền của sinh viên trong trường bấy lâu nay đã bị thao túng và kiểm soát bởi Rachel. Chiến dịch thất bại, cộng với sự ghen tức vì Tyler tuyên bố yêu Sidney, và Sidney ngày càng trở thành tâm điểm chú ý của các sinh viên, Rachel đã tìm mọi cách gây sức ép để hội đồng nhà trường giải tỏa khu nhà ở của The Vortex. Một lần nữa, Sidney lại rơi vào cảnh không nhà, nhưng lần này không chỉ có cô là nạn nhân, mà cả bảy chàng ngốc nữa. Không đầu hàng, Sidney White đã vận động một cuộc tranh cử, với sự khích lệ từ cha và bạn trai(Tyler), sự ủng hộ và giúp đỡ nhiệt thành từ 7 chàng ngốc; cô đã thắng cử. Với khấu hiệu tranh cử "Tôi là một kẻ ngốc" được hưởng ứng bởi tất cả sinh viên trong trường, Sidney trở thành hội trưởng hội sinh viên và thực hiện hàng loạt thay đổi để cải thiện đời sống sinh viên trong trường, giúp hội viên các hội hòa nhập với nhau. Bộ phim kết thúc với cảnh Rachel bị chính các thành viên hội Kappa tẩy chay, Sidney hạnh phúc bên cạnh Tyler và tất cả sinh viên trong trường, mọi người cùng nhau sửa chữa các khu nhà ở. Terrance cao kều ngốc nghếch trở thành triệu phú nhờ bán 1 công trình nghiên cứu khoa học của mình. Bộ phim với phong cách hài hước, từ lời thoại, cảnh phim đến nhân vật nhưng mang nhiều ý nghĩa nhân văn sâu sắc: Về sự sẻ chia, giúp đỡ giữa người với người; triết lý về tinh thần đấu tranh, dám sống cho những lý tưởng của thế hệ thanh niên; Bài học về sự lạc quan, mơ ước và sự nỗ lực không ngừng...Đó là một bộ phim đáng xem, không những chỉ dành cho những khán giả tuổi teen mà còn cho cả những người lớn tuổi.

## Cast
- Amanda Bynes trong vai Sydney White
- Matt Long trong vai Tyler Prince
- Sara Paxton trong vai Rachel Witchburn
- John Schneider trong vai Paul White (cha của Sydney)
- Crystal Hunt trong vai Demetria "Dinky Hodgekiss" Rosemead
- Jeremy Howard trong vai Terrance
- Danny Strong trong vai Gurkin
- Samm Levine trong vai Spanky
- Adam Hendershott trong vai Jeremy
- Jack Carpenter trong vai Lenny
- Donté Bonner trong vai Embele
- Arnie Pantoja trong vai George
- Brian Patrick Clarke trong vai Giáo sư Carlton